# ۷۴ (پیش از میلاد)
۷۴ (پیش از میلاد) ۷۴مین سال قبل از تقویم میلادی است.